# 短指和尚蟹

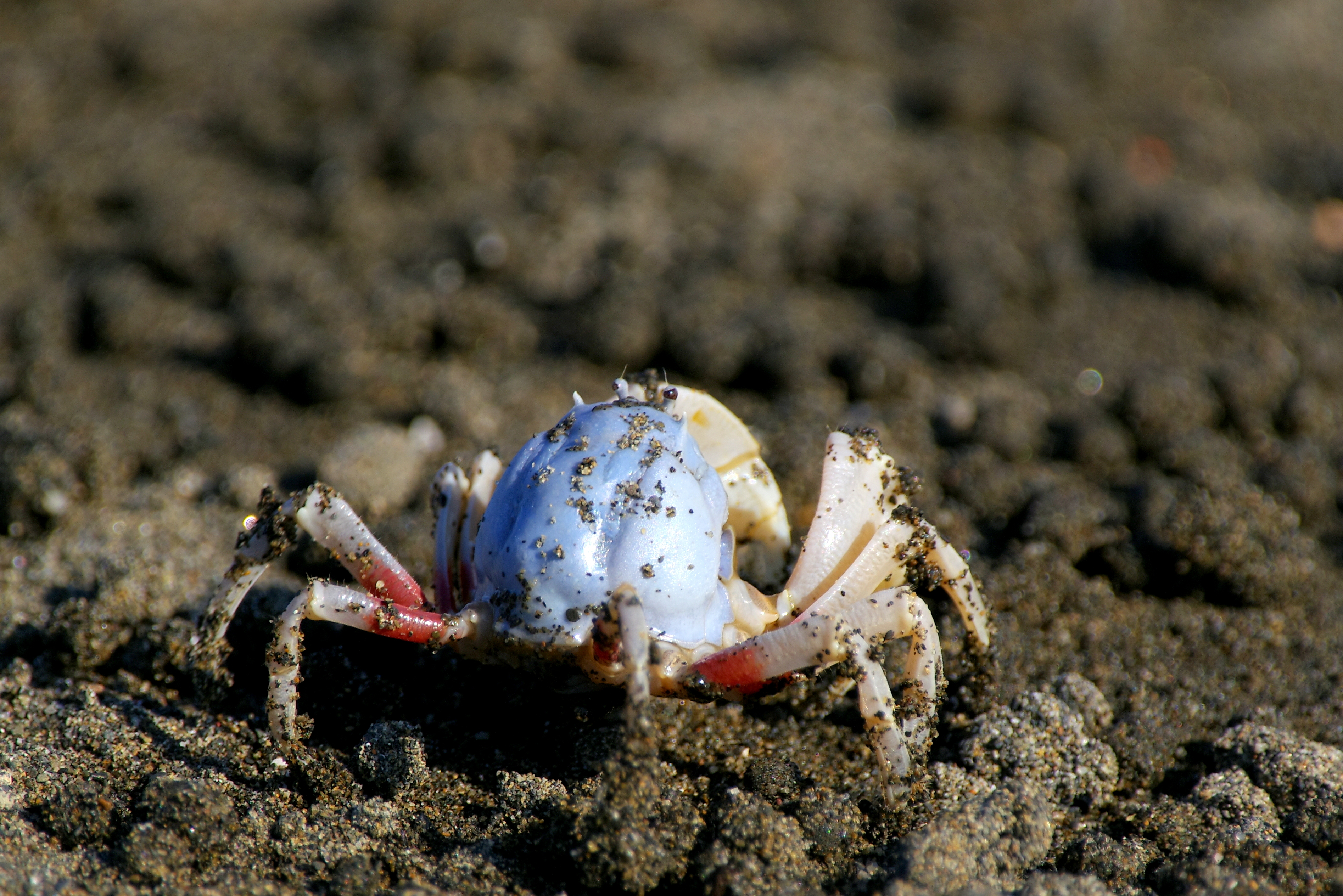
短指和尚蟹

短趾和尚蟹（Mictyris brevidactylus），又名和尚蟹、兵蟹、海珍珠或海和尚。分佈在日本、中國（包含香港等）、台灣、新加坡及印尼部分地區（卡拉克隆島、巴韋安島及安汶島）。生活在潮間帶沙土的地道中，退潮時出來活動。雌雄間沒有明顯差異，需將腹部打開才能分辨。平均體重約為2克，而因為甲殼形狀為圓形，有別於一般橫向行走的蟹類，牠們能夠向正前方行走。活動中受驚擾時，會將身體傾斜，以旋轉方式鑽入泥沙隱藏自己。

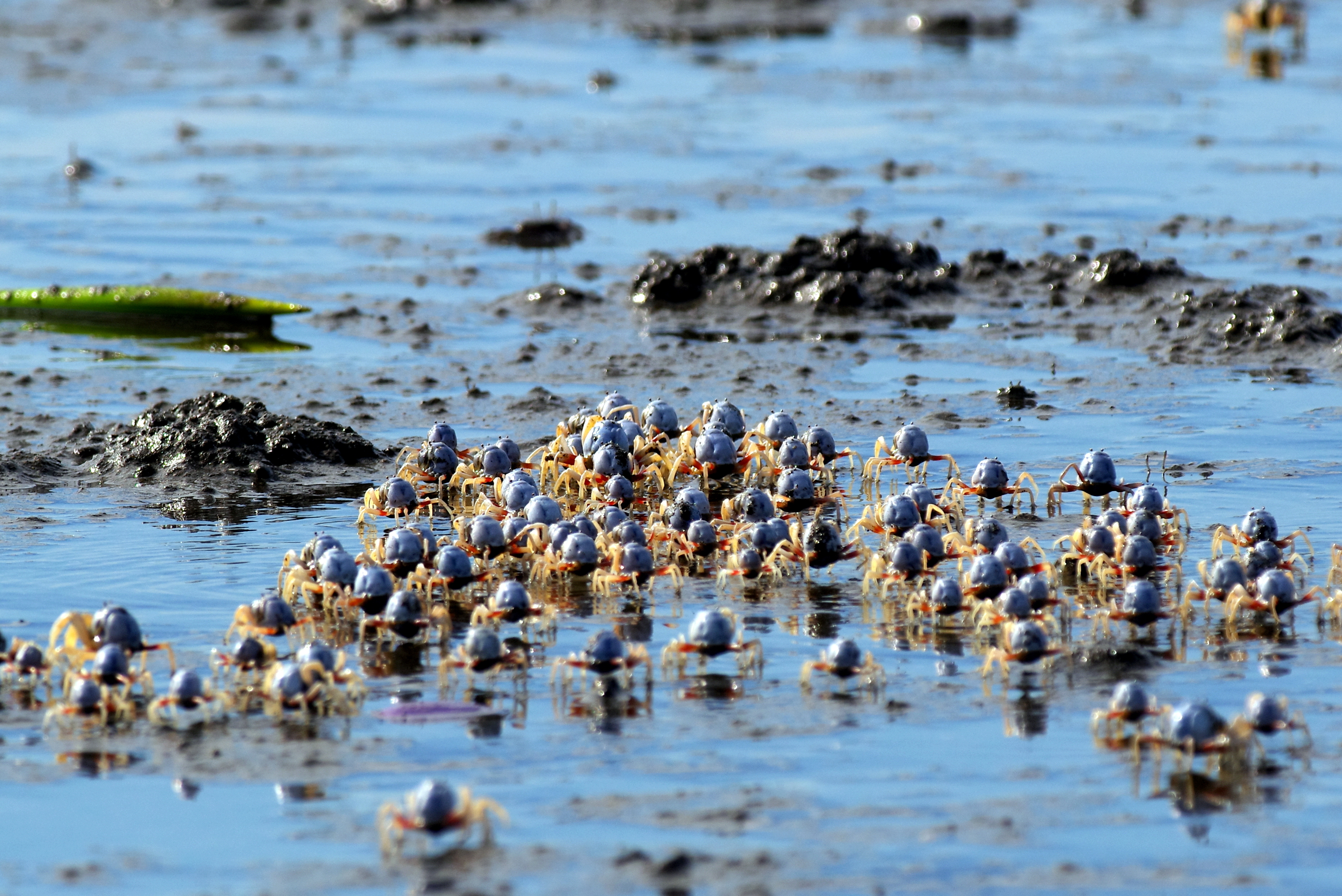
短指和尚蟹

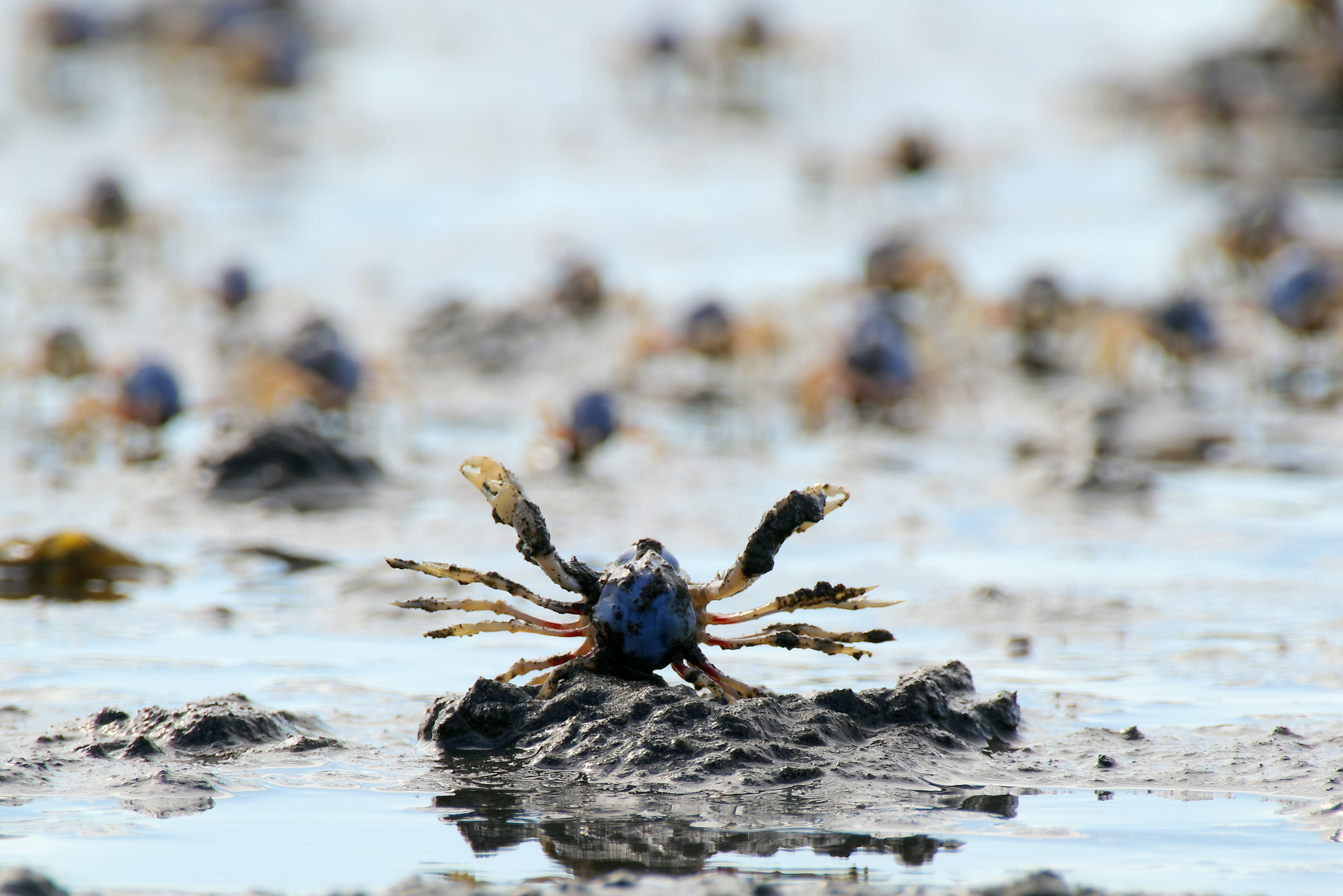
短指和尚蟹

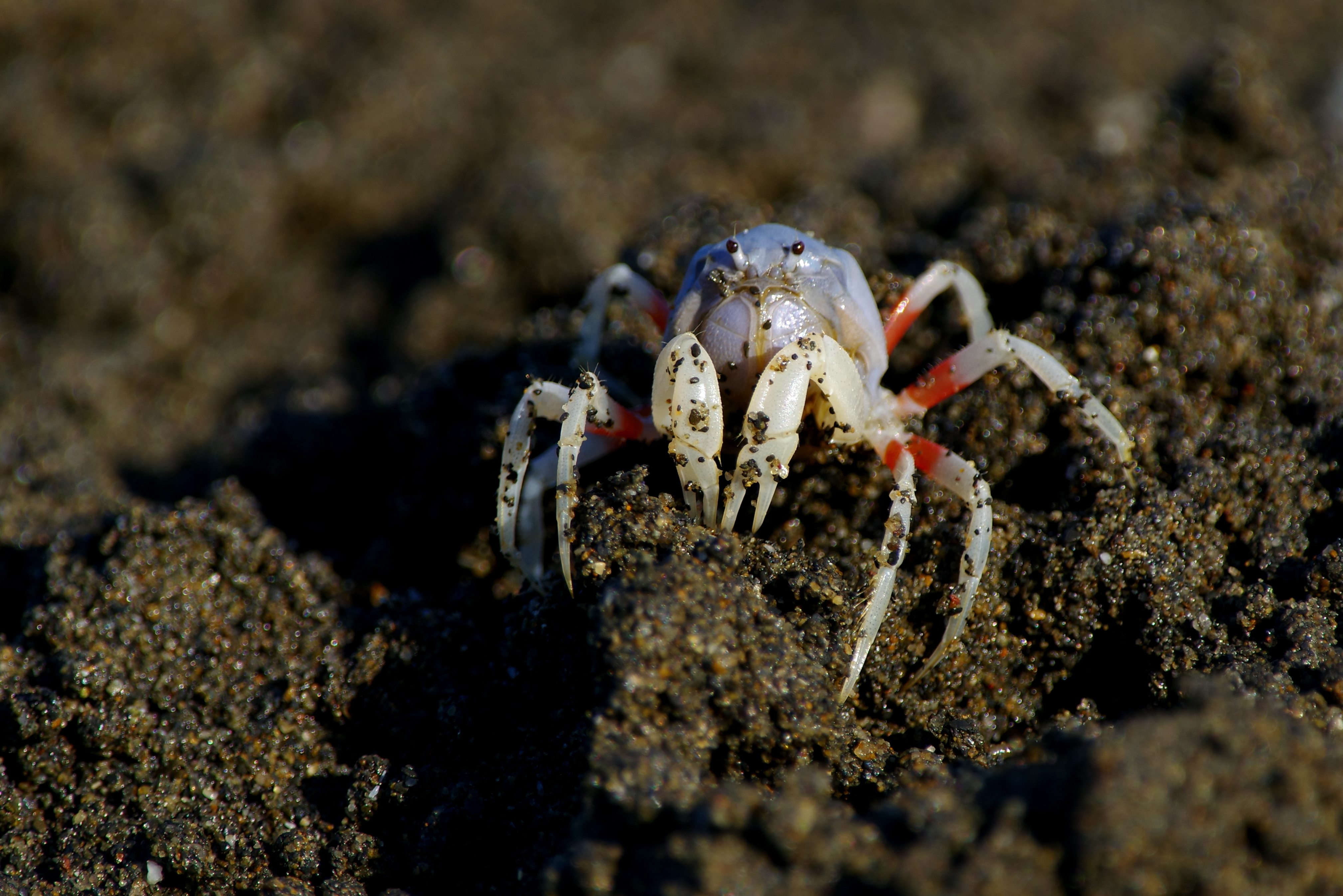
短指和尚蟹